# 朝鮮国際旅行社
朝鮮国際旅行社（チョソンこくさいりょこうしゃ、조선국제려행사）とは、朝鮮民主主義人民共和国の国営旅行会社であり、同国最大の旅行会社である。朝鮮民主主義人民共和国国家観光総局傘下の事業組織の一つである。本社は平壌市普通江区域プルグン通り2洞。1953年8月24日創立。英文略称は、KITC。

## 概要
観光の契約を引き受け、外国の旅行会社と連携し、外国人観光客の受け入れと旅行団の派遣、通訳案内員の派遣、サービス手配、旅程の提案などを行う。通訳案内員には日本語、中国語、英語などの話者をそろえており、平壌外国語大学出身者で占める。日本人観光客の受け入れは1987年から行われている。
狭義の観光旅行手配の他、遺跡や教育・文化・産業視察などのテーマ旅行も手配可能。モデルプランのみならず旅行予定者の希望による旅程の手配も可能で、希望にあわせて会社が訪問先を予約する。大概は国外にある代理店を通じて当社に申し込むことになる。外国旅行社が募集している企画旅行にも当社案内員が現地案内を担当することが多い。
一方で、親族訪問や在外朝鮮人の祖国訪問、親善交流、報道目的の旅行などは事業領域外（観光在留資格枠外）のため取り扱わず、純粋な観光旅行であっても記者には観光査証が下りないため、受け入れないことになっている。この件については代理店側が注意するよう求めている。日本の総代理店では報道・警察・自衛隊関係者には査証が下りない旨案内している。これは1990年代以降日本人記者が身分と目的を偽って滞在したり、「観光客」撮影の映像を日本のテレビ局が使用（事実上の取材代行）したことがあるため従来より厳しくなったものである。
外国人が朝鮮民主主義人民共和国を観光旅行するにあたっては当社のような旅行会社と契約すなわち招聘されなければ査証申請そのものができないため、平壌経由で入国する外国人観光客にとっては大抵の場合関わりを持つことになる会社である。会社は受け入れた外国人観光客の滞在中の責任を持つ。

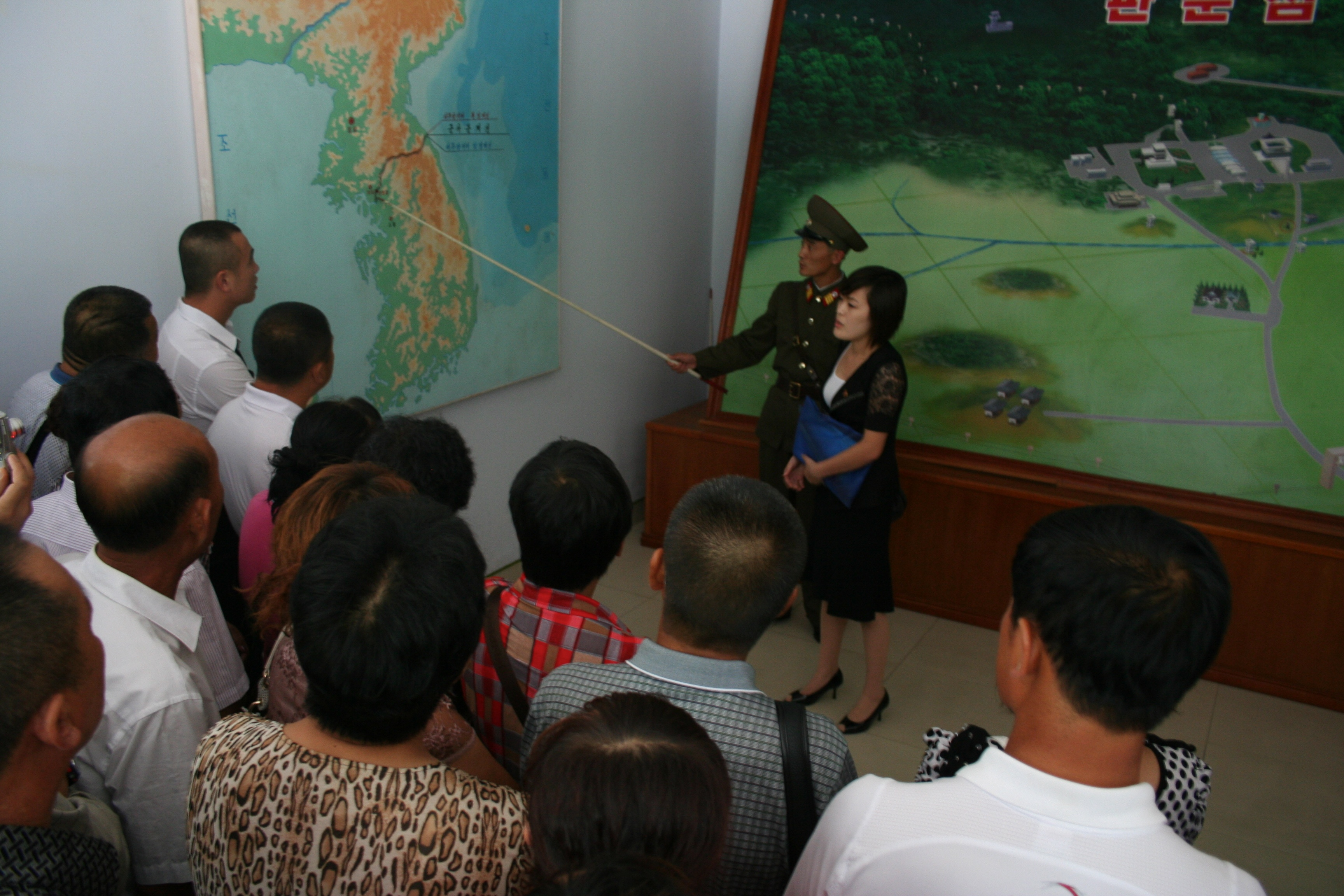
人民軍兵士の説明を通訳する旅行社案内員（板門店）
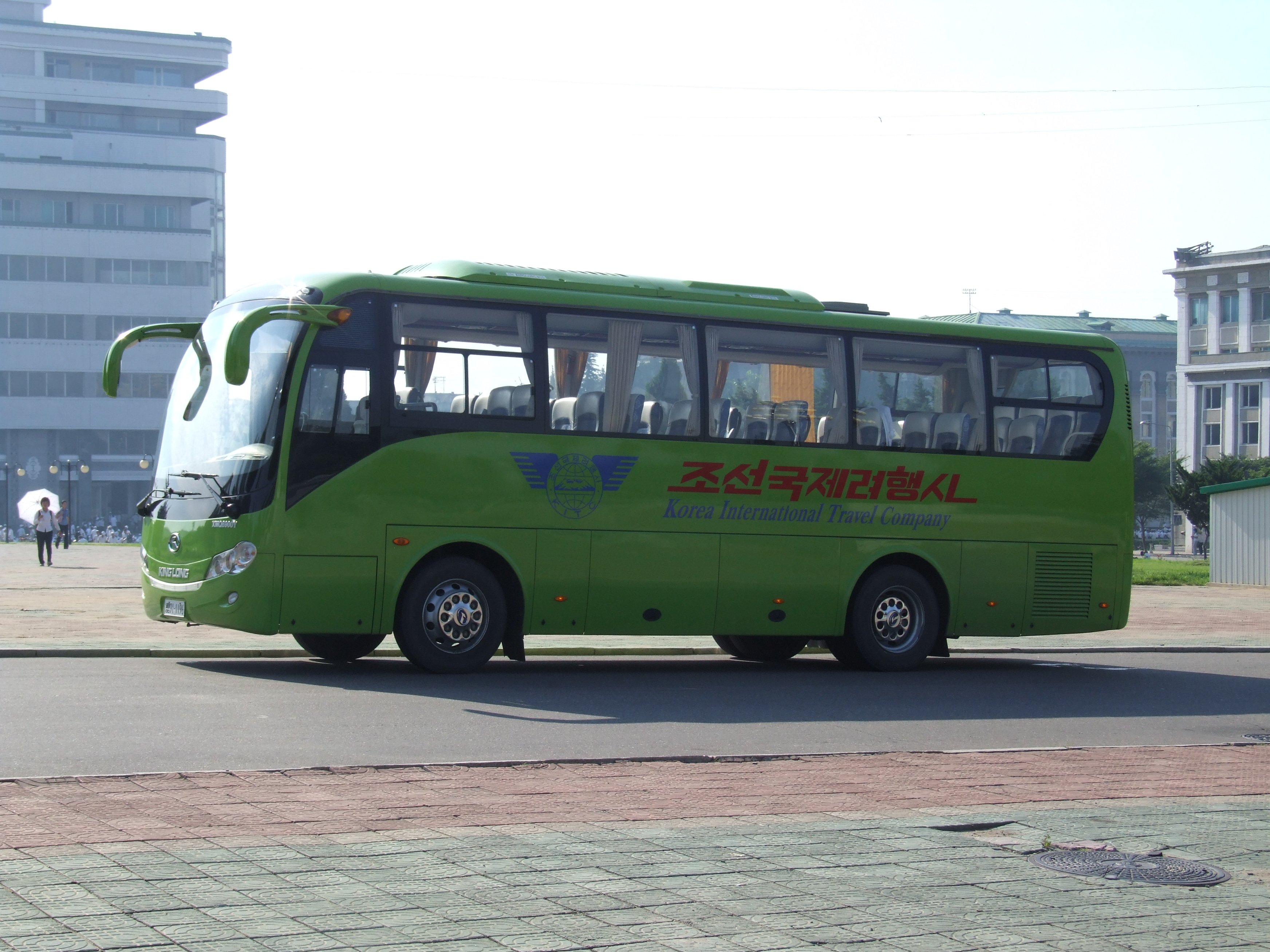
旅行社が使用している観光バス（平壌市）

## 沿革
- 1953年8月24日 - 創立
- 1986年 - 日本人観光客の受け入れ開始
- 1987年9月 - 朝鮮国家観光総局が、世界観光機関（WTO）に加盟。
- 1999年4月 - 朝鮮国家観光総局が、アジア太平洋旅行協会（PATA）に加盟。
- 2001年 - 朝鮮国家観光総局が、アリラン祭（2002年開催）PRの一環で日本向けの日本語ウェブサイト（）を開設。このサイトは後に日本の民間会社が開設するサイトになる。
- 2006年末？ - 上記のウェブサイト閉鎖

## 国外の事務所
- 中国
  - 北京
  - 瀋陽
  - 丹東
  - 上海
  - 延吉
  - 集安
- ロシア
  - ハバロフスク

## その他の旅行会社

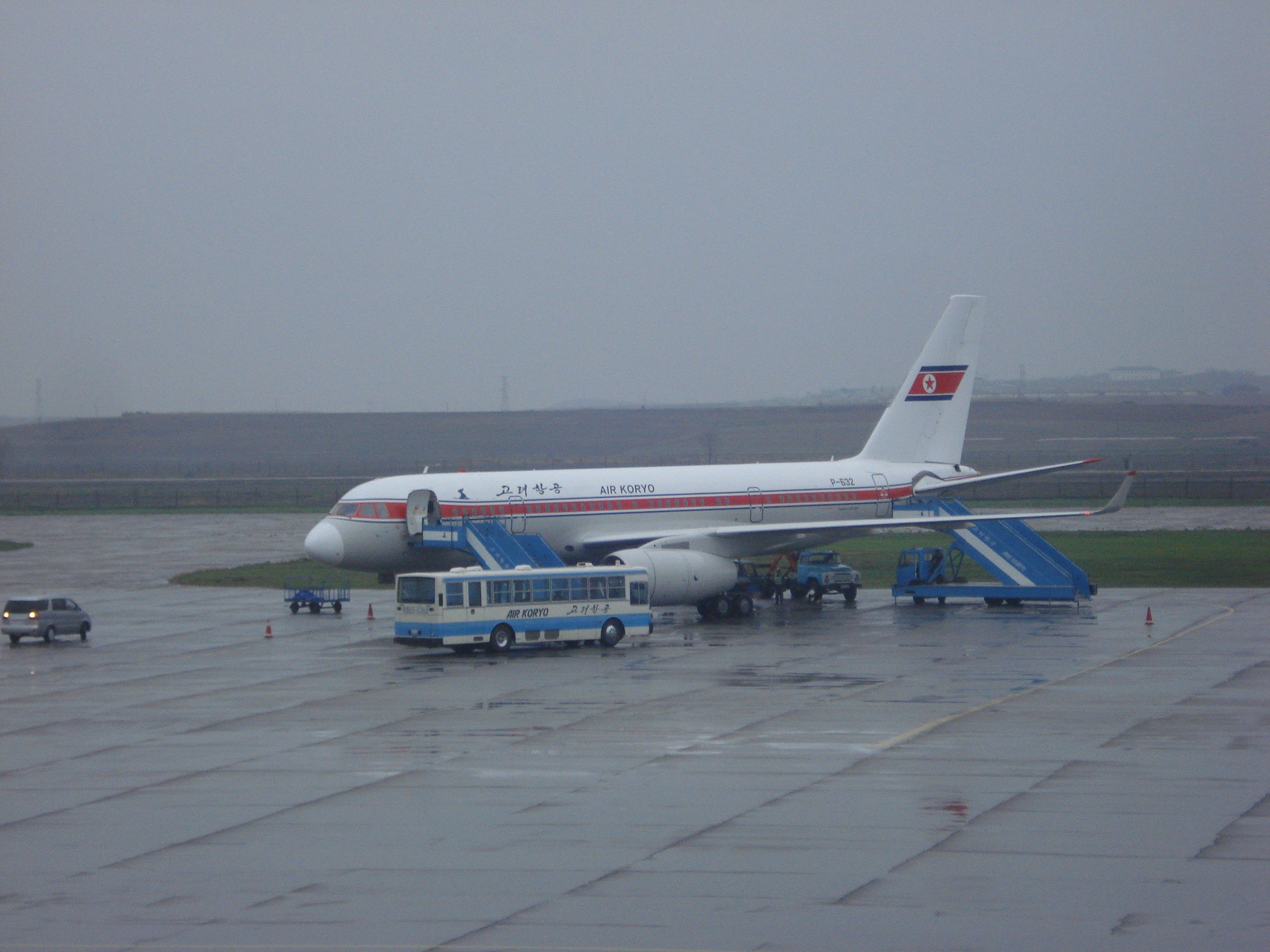
航空会社も本業を生かして旅行事業に参入（高麗航空旅行社の設立母体・高麗航空）

朝鮮民主主義人民共和国には他に下記のような旅行会社がある。なお日本語訳には表記ゆれがある。
基本的に同国は現在もソ連型の共産主義経済であり、表立った企業活動はほぼ全てが国営・公営である同国において多数の旅行会社が存在するのは、非居住者旅行の受入部門が分野毎に分かれているためである。
例えば「一般的な外国人観光」は当社が、「スポーツ交流」は他社が、「在外邦人の祖国訪問」はまた別の組織が受け入れを行うといった具合であり、同時にそれぞれ母体となる機関が異なった（縦割り）。
ただし21世紀に入った頃から外国語を話せるスタッフの柔軟な運用や計画経済を維持しつつも企業の自主性を導入した同国の経済政策の変更などにより、当社以外の旅行会社も直接的に外国人観光客を受け入れるといった元来の事業領域の超越が見られるようになっている。
また、2010年代には異業種や関連分野から新たに観光旅行事業に進出する企業も登場している。

### 国際旅行社
外国人観光を取り扱う旅行会社。それぞれ設立母体が異なり、事業分野や通訳ガイドの扱える言語に差がある。朝鮮国際旅行社と比べると明確な専門分野を生かした強みを持つ。外国の旅行代理店と専属（代理店）契約することによって送客を受けている。
- 朝鮮国際テコンドー旅行社
- 朝鮮国際体育旅行社
- 国際青少年旅行社
- 平壌高麗国際旅行社
- 朝鮮民族遺産国際旅行社
- 錦繍江山観光旅行社
- 万景国際旅行社
- 三千里旅行社
- 黎明ゴルフ旅行社
- 高麗航空旅行社
- 緑陰亭国際旅行社

### 地域別旅行社
特定地域を担当する旅行会社。中央の国際旅行社に代わって外国人向けに当該地域を案内したり、国内向け事業などを行っている。
- 白頭山旅行社
- 妙香山旅行社（新義州に所在）
- 七宝山旅行社
- 元山旅行社
- 満浦旅行社
- 羅先国際旅行社 - 経済特区である羅先市専門の国際旅行社。同地で外国人観光を一手に引き受けている。